# Chaetodipus penicillatus
Espèce
Statut de conservation UICN

 LC  : Préoccupation mineure
Chaetodipus penicillatus est une espèce qui fait partie des mammifères Rongeurs de la famille des Heteromyidae. Ce sont des souris à poches, c'est-à-dire à larges abajoues, et à poil dur. Cet animal vit au Mexique et aux États-Unis.
L'espèce a été décrite pour la première fois en 1852 par un médecin et un ornithologue américain, Samuel Washington Woodhouse (1821-1904). 

## Liste des sous-espèces
Selon Mammal Species of the World (version 3, 2005)  (26 nov. 2012) :
- sous-espèce Chaetodipus penicillatus angustirostris
- sous-espèce Chaetodipus penicillatus penicillatus
- sous-espèce Chaetodipus penicillatus pricei
- sous-espèce Chaetodipus penicillatus seri
- sous-espèce Chaetodipus penicillatus sobrinus
- sous-espèce Chaetodipus penicillatus stephensi